# Raoul di Crequy (Morlacchi)
Raoul di Crequy es una ópera en tres actos del compositor italiano Francesco Morlacchi, con libreto en italiano   de  Niccolò Perotti, basado en La Romance du sire de Créqui de François-Thomas-Marie de Baculard d'Arnaud. Fue estrenada en el Teatro di corte de Dresde el 2 de mayo de 1811. 

## Historia
En 1810, por intermediación del conde Camillo Marcolini, ministro en la corte de Sajonia, Francesco Morlacchi obtiene los puestos de maestro de capilla y director de la ópera italiana de Dresde.  Allí, Morlacchi se encuentra con un público dividido entre los partidarios de la ópera italiana y los de la alemana, por lo que en la primera ópera que compone en su nuevo puesto, Raoul di Crequy, trata de adaptarse a los gustos alemanes, siguiendo el modelo de Simon Mayr: suprime los recitativos secos, incluye coros y pasajes orquestales e incluso añade martillos a la percusión para simular el sonido que producen los mineros. Todas estas características muestran una ópera de estética romántica, lo que no impide que se mantenga por otra parte fiel a su gusto por la ópera clásica napolitana, llegando a incluir una cita textual de la ópera La molinara de Giovanni Paisiello. 
La ópera se estrenó en Dresde con éxito, siendo considerada una de las mejores de su autor. Pese a ello, no hay constancia de más representaciones fuera de Dresde.
La ópera no ha sido recuperada en época moderna.

## Personajes
| Personaje | Voz          | Elenco del estreno         |
| --- | ------------ | -------------------------- |
| Raoul (duque de Crequy)                                                                                      | tenor        | Antonio Benelli            |
| Adele (su esposa)                                                                                            | soprano      | Luigia Sandrini Caravoglia |
| Gerardo (padre de Raoul)                                                                                     | bajo         | Nicolò Perotti             |
| Gastone (usurpador, primo de Raoul)                                                                          | bajo         | Nicola Quilici             |
| Ugoccione (viejo y fiel siervo de Raoul)                                                                     |              | Benaresi                   |
| Sabina (dama, confidente de Adele)                                                                           | soprano      | Geltrude Manarelli         |
| Lelia (dama, confidente de Adele)                                                                            | soprano      | Teresa Toschi              |
| Medonte (capitán de la mina)                                                                                 | bajo         | Lorenzo Angelo Cipriani    |
| Saberio (capitán de los mineros)                                                                             | tenor        | Carlo Tibaldi              |
| Riccardo (pequeño hijo de Raoul)                                                                             | contraltista | Vincenzo Buccolini         |
| Cavalleros, damas y pajes del séquito de Adele, soldados de Gastón, mineros y sus familias, herreros, pueblo |              |                            |

## Argumento
La acción tiene lugar en el castillo de Créquy, en Flandes, en el siglo XIII.  
Acto I
Galería
Caballeros y damas tratan de consolar a Adele, que sigue llorando la muerte de su amado Raoul, seis años atrás. Gerardo, su suegro, le insta a que acepte casarse con el usurpados Gastone, ya que en caso contrario éste planea matar tanto al propio Gerardo como a Riccardo, el hijo de Adele y Raoul. Ella se niega, ya que en su interior siente una voz que le dice que, si permanece fiel a Raoul, será feliz. Una vez sola, consulta con el retrato de su amado sobre qué decisión debe tomar, y se mantiene en su rechazo a casarse con Gastone. Llega entonces gastone, sabiendo que todo está preparado en la iglesia para su boda; Adele le confiesa que ella no le ama, que sigue amando a Raoul, pero, cuando Gastone amenaza con matar a su hijo, acepta casarse con él. Cuando la pareja se va, las dos damas de Adele, Lelia y Sabina recuerdan lo sucedido: tras enterarse de la muerte de Raoul, su primo Gastone, empujado por su amor a Adele, usurpó el ducado aludiendo la minoría de edad del hijo de Raoul, Riccardo. 
Campo abierto entre el castillo y la iglesia; mar al fondo
En medio de la tempestad naufraga un buque. Raoul llega a tierra desvanecido. Cuando se recupera, reconoce estar en su tierra natal, y encuentra, borracho, a su sirviente Ugoccione. Éste tarda en reconocer a su amo, pero cuando lo hace, le cuenta todo lo sucedido, tanto Adele como su padre y su hijo siguen vivos, pero Adele se va a casar con Gastone. Raoul se enfurece al saber que aquella a quien ha permanecido fiel le va a traicionar, y se esconde junto a Ugoccione. Llega entonces el cortejo nupcial. Gastone se muestra exultante de felicidad, lo que contrasta con la tristeza de Adele, algo que percibe Raoul, quien finalmente sale de su escondite y se enfrenta a Gastone. Éste lo acusa de ser un impostor y lanza a sus hombres contra él, quienes consiguen detenerlo. 
Acto II
Gabinete antiguo en el castillo
Adele está convencida de que el recién llegado es realmente su esposo, pero Gerardo no lo reconoce. Llega Gastone afirmando que ha condenado al desconocido a trabajar en las minas, e insiste en casarse con Adele; ante su rechazo, amenaza con matar de inmediato a su hijo y parte furioso. Adele suplica a Gerardo que vaya a las minas a descubrir la verdadera identidad del misterioso hombre, algo que él acepta tras mucha insistencia de ella. 
Gran pozo en la mina de hierro
Los mineros están de celebración antes de empezar a trabajar. Observan entonces que conducen al pozo a un nuevo condenado, el desesperado Raoul que no ve la forma de poder a ayudar a su esposa y su hijo. Medonte reconoce que el recién llegado es un noble, y lo deja al cuidado de Saberio. Raoul le suplica a Saberio que le deje descansar un poco antes de enviarlo a trabajar, y Saberio le permite entrar en su cabaña. Conducen entonces a Ugoccione al interior de la mina, pero éste, tras desesperar a Medonte, consigue librarse de trabajar con el martillo en la fragua y, en su lugar, se hace cargo del fuelle. Sale entonces Raoul de su cabaña, lamentando que su padre y su esposa no lo hayan reconocido. Se encuentra entonces con Ugoccione, quien le manifiesta su eterna lealtad y prepara una estrategia para ayudarle a salir: pregunta a todos los mineros qué harían si Raoul se presentara ante ellos. Cuando ellos le responden que combatirían por él, les dice que Raoul está vivo y allí mismo. En ese momento llega a Gerardo, y Raoul le muestra su cicatriz para confirmarle su identidad. Cuenta que la noticia de su muerte fue falsa y que Gastone le ha usurpado su puesto, por lo que los mineros se disponen a luchar por él. Tras amenazar a Medonte, consiguen que les de las llaves para salir de la mina. Ugoccione consigue que los mineros le entreguen a Raoul todo lo de valor que tienen para que él no tenga que presentarse de nuevo ante su esposa y su rival como un pordiosero, mientras Gerardo le confirma que Adele le es fiel y que ha sido ella quien le ha enviado en su busca. 
Acto III
Interior del castillo
Gastone se dispone a ejecutar al pequeño Riccardo. Adele se interpone pidiendo a los soldados que primero la maten a ella, despertando así un mayor furor de Gastone. Se escuchan las trompetas que anuncian la llegada de un heraldo enviado por el rey Luis. El heraldo, que no es otro que Ugoccione disfrazado, entrega a Gastone una carta que dice que el rey entrega las cenizas de Raoul a su lugar de origen. Gastone se muestra satisfecho al confirmar la muerte de su rival, mientras Adele se desmaya por el dolor. Gastone le dice que él sustiruirá a Raoul, pero Adele entonces lo insulta. Gastone entonces se dispone a matar a Riccardo; Adele se interpone, pero no consigue protegerlo, y Gastone entrega el niño a los soldados para que lo lleven a la torre y lo ejecuten. En ese momento aparece la procesión que entrega las cenizas de Raoul. Gastone quiere dispersarlas al viento, y cuando Adele trata de impedírselo, le recuerda que Riccardo aún está vivo, y que lo salvará a cambio de que le deje tirar al viento las cenizas de Raoul y se case con él. En ese momento aparece Raoul. Gastone pide a sus hombres que lo detengan, pero los mineros los derrotan. Hartos de la tiranía de Gastone, quieren matarlo, pero Raoul los detiene, ya que no quiere derramar sangre en el feliz día en el que recupera a su esposa. Gastone le suplica a Adele que le perdone, cosa que consigue. Raoul se reencuentra con su padre, mentras Ugoccione recuerda que todo ha salido bien gracias a su plan, por lo que Raoul prometer recompensarle. Todos celebran la alegría del reencuentro de Raoul y Adele. 

## Discografía
No existe por el momento ninguna grabación de la ópera.